# Why Should I Love You?
〈Why Should I Love You?〉는 잉글랜드의 음악가 케이트 부시의 노래이다. 1993년 음반 《The Red Shoes》의 수록곡으로 발매되었으며, 프린스, 레니 헨리, 트리오 불가르카 등이 참여하였다.

## 배경
프린스는 1985년 부시가 발표한 다섯 번째 정규 음반 《Hounds of Love》를 매우 좋아했다. 1986년 《Sign o' the Times》를 작업할 당시 엔지니어였던 수전 로저스는 프린스가 〈Running Up That Hill〉을 "죽을 정도로 틀었다"라고 언급했다. 전기 작가 그레이엄 톰슨 또한 부시가 프린스의 팬이었으며 영향을 받았다고 이야기했다.

## 발매 및 평가
〈Why Should I Love You?〉는 1993년 11월 부시의 일곱 번째 정규 음반 《The Red Shoes》를 통해 공개됐다. 멜로디 메이커의 크리스 로버츠는 "웅장한 우울에서 금색과 자주색과 붉은색과 입술과 유령을 거쳐 경쾌하고 행복한 코다로 나아가는 믿을 수 없는 장엄함"이라고 노래를 묘사하며, 무릎을 꿇어야 할 것만 같았다고 극찬하였다.

## 이후
더 워터보이즈의 마이크 스콧은 두 차례에 걸쳐 〈Why Should I Love You?〉를 커버했다. 1998년 EMI 레코드의 100주년을 기념하는 컴필레이션 음반 《Come Again》에서 솔로로 녹음한 버전이 수록됐으며, 이후 2020년 더 워터보이즈의 음반 《Good Luck, Seeker》에서 다시 노래를 수록했다. 스콧은 더 워터보이즈 버전의 노래에서 가사에 언급되는 예수를 부처로 바꾸는 등 노래 일부를 개사했다. 또한 멀티트랙 녹음에서 디지털 녹음으로 변경하고 오버더빙과 새로운 악기를 추가해 "반은 1997년 녹음이고, 반은 현대적"이라고 설명하였다. 데드 오어 얼라이브의 피트 번스는 자서전에서 인생에서 가장 실망했던 순간 중 하나로 〈Why Should I Love You?〉를 녹음하지 않은 것이라고 말하며, 노래가 자신을 눈물 짓게 만든다고 언급했다. 미국의 싱어송라이터 킹 프린세스는 음반 《Hold On Baby》에 수록된 노래 〈Cursed〉를 만들 때 영감을 얻은 노래로 〈Why Shoud I Love You?〉를 이야기했다.

## 참여진
- 케이트 부시 – 보컬, 작사, 작곡, 프로듀싱, 키보드, 편곡
- 스튜어트 엘리엇 – 드럼
- 프린스 – 기타, 베이스, 보컬, 편곡
- 레니 헨리 – 코러스
- 나이젤 히치콕 – 테너 색소폰
- 닐 시드웰 – 트롬본
- 스티브 시드웰 – 트럼펫, 플루겔호른
- 트리오 불가르카 – 코러스

### 참고 자료
- 플래너건, 빌 (1992년 12월). “Pop Life”. 《뮤지션》. 170호. 58–66, 103쪽.
- 톰슨, 그레이엄 (2014년). 《Under The Ivy: The Life and Music of Kate Bush》. 런던: 옴니버스 프레스. ISBN 978-1-78305-747-4.
- 길, 앤디 (1993년 11월). “Sheltered”. 《Q》. 86호. 115쪽.
- 스턴튼, 테리 (1993년 11월 6일). “Plimsoll Asylum”. 《뉴 뮤지컬 익스프레스》. 29쪽.
- 로버츠, 크리스 (1993년 10월 30일). “Good Buy, Ruby Shoes Day”. 《멜로디 메이커》. 32쪽.
- 번스, 피트 (2006년). 《Pete Burns: Freak Unique》. 런던: 존 블레이크 퍼블리싱. ISBN 1-84454-298-X.
- 데이비스, 에릭 (1993년 12월). “Kate Bush: The Red Shoes”. 《스핀》. 119–120쪽.
- 영, 존 (1993년 11월). “Kate Bush ~ The Red Shoes”. 《뮤지션》. 86쪽.
- 설리번, 캐롤라인 (1993년 10월 29일). “Bush becomes lush”. 《가디언》. 8면.
- 문, 톰 (1993년 10월 31일). “Kate Bush, Junior Brown and Schubert”. 《필라델피아 인콰이어러》. F10면.
- 로젠블러스, 진 (1993년 11월 14일). “Staying On Track―in a Laid-Back Way”. 《로스앤젤레스 타임스》. 63면.
- 케니, 글렌 (1993년 11월 21일). “Red Shoes Don't Make It”. 《뉴스데이》. 25면.